# Platysenta micrippia
Platysenta micrippia là một loài bướm đêm trong họ Noctuidae.